# Matthew Morrison
Matthew Morrison (født 30. oktober 1978) er en amerikansk skuespiller og sanger. Han er bedst kendt for sin medvirken i diverse opsætninger på Broadway, inklusive Hairspray. I Danmark er han bedst kendt for sin rolle som Will Schuester i Tv-serien Glee. For denne rollen er han blevet nomineret til både en Golden Globe og Emmy, og vundet en Satellite Award for rollen.

## Karriere
Matthew Morrison startede sin karriere ved at optræde i Late Show with David Letterman 4. februar 1999 som medlem i det fiktive boyband Fresh Step, som var sat sammen af programmet.
 Samme koreografen som havde lavet koreografien til Fresh Step var også koreograf på Broadway-musicalen Footloose og gav Morrison en rolle i stykket.